# Ouro Verde de Minas
Ouro Verde de Minas é um município brasileiro do estado de Minas Gerais. Sua população recenseada em 2022 era de 5 757 habitantes.